# Bairdia truncata
Bairdia truncata är en kräftdjursart. Bairdia truncata ingår i släktet Bairdia och familjen Bairdiidae. Inga underarter finns listade.